# Хузин, Рамиль Асхатович
Рамиль Асхатович Хузин — рядовой внутренних войск Министерства внутренних дел Российской Федерации, погиб при исполнении служебных обязанностей во время Первой чеченской войны, кавалер ордена Мужества (посмертно).

## Биография
Рамиль Асхатович Хузин родился 26 февраля 1972 года в городе Альметьевске Татарской Автономной Советской Социалистической Республики. Окончил Альметьевскую среднюю школу № 7, затем поступил в профессиональное училище, получив специальность крановщика. Трудился слесарем по сборке металлических конструкций в строительном управлении специализированного управления по сборке и комплектации блочных устройств треста «Восокмонтажгаз».
15 декабря 1994 года Хузин был призван на службу во внутренние войска Министерства внутренних дел Российской Федерации Альметьевским районным военным комиссариатом. Служил в 34-й отдельной бригаде оперативного назначения. Освоил воинскую специальность гранатомётчика. В июле 1995 года рядовой Рамиль Хузин направлен в Чеченскую Республику, в зону контртеррористической операции по восстановлению конституционного порядка на Северном Кавказе. Участвовал в боевых действиях против незаконных вооружённых формирований сепаратистов, будучи разведчиком-гранатомётчиком разведывательной роты. Когда происходила плановая замена солдат и офицеров, участвующих в боевых действиях, добровольно вызвался остаться на второй срок пребывания в Чечне.
8 марта 1996 года Хузин с группой разведчиков на бронетранспортёре выполнял задание командования по обеспечению прохождения колонны своей бригады по маршруту на пригород республиканской столицы Грозного посёлка Черноречье. Там основные силы должны были помочь блокированному боевиками подразделению, держащему оборону. В районе южнее Черноречья эта колонна подверглась нападению крупных сил противника. Разведчики, в том числе и рядовой Хузин, в числе первых приняли на себя их удар. В том бою он получил ранение в ногу, но продолжал сражаться, ведя огонь из огневой позиции бронетранспортёра. Взрывом гранаты ему оторвало обе ноги, но рядовой даже после этого продолжал вести огонь, пока не был убит выстрелом снайпера.
Похоронен на кладбище № 2 в городе Альметьевске Республики Татарстан.
Указом Президента Российской Федерации капитан милиции Ильшат Альбертович Галлямов посмертно был удостоен ордена Мужества.

## Память
- В честь Хузина названа улица в городе Альметьевске.
- В память о Хузине на его родине проводятся памятные мероприятия.